# Poweshiek megye
Poweshiek megye az Amerikai Egyesült Államokban, azon belül Iowa államban található. Megyeszékhelye Montezuma, legnagyobb városa Grinnell. Lakosainak száma 18 662 fő (2020. április 1.). Poweshiek megye Tama, Mahaska, Jasper, Iowa, Keokuk, Marshall és Benton megyékkel határos.

## Népesség
A megye népességének változása:
| Lakosok száma | 19 414 | 19 589 | 18 898 | 18 837 | 18 728 | 18 601 | 18 550 | 18 662 |
|               | 1900   | 1910   | 2010   | 2011   | 2012   | 2013   | 2015   | 2020   |